# Messor ruginodis
Messor ruginodis es una especie de hormiga del género Messor, subfamilia Myrmicinae. 

## Distribución
Esta especie se encuentra en el Congo.